# Отношения Республики Конго и ЦАР
Отношения Республики Конго и Центральноафриканской Республики — двусторонние дипломатические отношения между Республикой Конго и Центральноафриканской Республикой (ЦАР). Протяжённость государственной границы между странами составляет 487 км.

## История
В 2012 году в Центральноафриканской Республике началась гражданская война, что повлекло за собой появление беженцев из этой страны в Республике Конго. Президент Республики Конго Дени Сассу-Нгессо сыграл важную роль в проведении политических переговоров между сторонами конфликта в Центральноафриканской Республике перед выборами в конце 2015 года и в начале 2016 года. Республика Конго оказывает финансовую помощь ЦАР: заем в размере 38 млн. евро, а также пожертвование в размере 6 млн. евро для выплаты заработной платы. Республика Конго участвует в миротворческой операции ООН MINUSCA и направила контингент из 981 военных и полицейских в ЦАР. 
В 2018 году в Республике Конго находилось 26 403 беженцев из ЦАР. В 2018 году при содействии Управления Верховного комиссара ООН по делам беженцев несколько сотен беженцев вернулись домой из лагеря Бетоу на северо-западе Республики Конго.

## Дипломатические представительства
- Республика Конго имеет посольство в Банги[6].
- У ЦАР имеется посольство в Браззавиле[7].